# Albert Dölken

Abtswappen

Albert Dölken O.Praem. (* als Thomas Dölken am 6. August 1960 in Duisburg) ist ein deutscher Regularkanoniker und Abt des Prämonstratenserklosters Hamborn.

## Leben
Der im Duisburger Stadtteil Hamborn geborene Thomas Dölken wuchs im Ruhrgebiet auf und studierte nach seinem Abitur Theologie an der Theologischen Fakultät der Albert-Ludwigs-Universität Freiburg. 1981 trat er der Ordensgemeinschaft der Prämonstratenser bei, nahm den Ordensnamen Albert an und war als Novize des Hamborner Klosters im Stift Schlägl. Seine Profess legte er am 16. April 1982 ab. In den Folgejahren setzte er sein Theologiestudium in Würzburg, Jerusalem und Bochum fort. Nach seiner Priesterweihe am 2. Oktober 1986 war er als Kaplan in der Pfarrei St. Johann in Duisburg-Hamborn und als Pfarrer von Cappenberg tätig. 
Nach seiner Wahl zum Abt am 24. Februar 1995, wurde er am 25. März 1995 von Bischof Hubert Luthe zum Abt benediziert und leitet seitdem die Abtei Hamborn. Sein Wahlspruch lautete: Gaudium et Spes – Freude und Hoffnung. In seine Amtszeit fällt ein außergewöhnliches Wachstum der Abtei, das die Erweiterung der Klostergebäude nötig machte. Daneben war Dölken bis 2008 Pfarrer von St. Johann/Duisburg und Religionslehrer am Bischöflichen Abtei-Gymnasium.
Albert Thomas Dölken ist seit 1979 Mitglied der KDStV Falkenstein Freiburg im CV und Bandinhaber der KDStV Elbmark zu Duisburg.
Er ist der Bruder von Clemens Dölken O.Praem., Prior des Prämonstratenserklosters in Magdeburg und Sozialethiker an der Philosophisch-Theologischen Hochschule St. Augustin.